# Итака
Ита́ка (греч. Ιθάκη) — остров в Ионическом море, один из Ионических островов. Площадь острова — 95,821 квадратного километра, протяжённость береговой линии — 104 километра. Население — 3231 человек по переписи 2011 года. Административный центр острова — Итаки, расположен на берегу одной из крупнейших естественных гаваней в мире.

## История
В древнегреческой мифологии Итака — родина и царство Одиссея.
Итака обитаема с конца III тыс. до н. э. Однако с археологической точки зрения наиболее интересным представляется время, когда на острове, согласно Гомеру, царствовал хитроумный Одиссей, то есть XII век до н. э. (впрочем, отождествление гомеровской Итаки с исторически существующей остаётся спорным).
В IX веке до н. э. начинается период подъёма для острова, который становится важным торговым пунктом. В архаическую, классическую, а затем в эллинистическую эпоху здесь наблюдается довольно активная жизнь. Были построены два акрополя (в Аэтосе и Ставросе), развивается гончарное производство, продолжаются контакты с остальной Грецией и Востоком. В 1499 году начался период венецианского господства, но вскоре остров был захвачен пиратами и подвергся разрушению. В течение примерно столетия пираты использовали Итаку в качестве базы для набегов, пока здесь не утвердились жители расположенной через пролив Кефалинии. Поскольку почва Итаки бедна, занятия большинства её жителей были связаны с морем. Таким образом, на острове появились морские традиции. В 1797 году остров был захвачен французскими войсками Наполеона, а через несколько лет — англичанами. С Грецией Итака воссоединилась, как и другие Ионические острова, в 1864 году.
В 2010 году археологи обнаружили дворец, который по описанию и дате строительства похож на дворец легендарного Одиссея — героя Троянской войны.
«Согласно имеющимся серьёзным данным, со всеми научными оговорками, мы убеждены, что находимся перед дворцом Одиссея и Пенелопы — единственным дворцом гомеровских времён, который ещё не был открыт», — заявил греческий археолог Танасис Пападопулос.
На Итаке были найдены развалины трёхуровневого дворца с лестницей, пробитой в скале. Также обнаружен колодец, который был построен в XIII веке до нашей эры — предполагаемое время Троянской войны. Ещё неподалёку были найдены таблички с изображением Одиссея и цитатами из Гомера. 
В ходе раскопок, проводившихся с 2018 года на территории под названием «Школа Гомера», археологи обнаружили остатки древнего святилища, посвящённого Одиссею. Первые постройки комплекса относятся к концу V — началу IV тыс. до н. э. На стенах раскопанного храма найдены надписи позднего эллинистического периода, в которых имя Одиссея упоминается в двух падежах. Также на месте раскопок были найдены миниатюрный бронзовый бюст Одиссея, фрагменты глиняных вотивных подношений, гири для ткацких станков, золотые и бронзовые украшения и монеты из разных древнегреческих городов-государств, которые говорят о посещении храма паломниками.

## Достопримечательности
- Пещера Лоиза, где обнаружены фрагменты раковин с надписями, свидетельствующими о местном культе древнегреческих богинь Артемиды, Геры и Афины, а также Двенадцать треножников, принесённых легендарными феаками в дар Одиссею.
- Пещера Нимф.
- Монастырь Катарон.
- Источник Аретусы и Перахори. Здесь же расположен средневековый монастырь Архангелов.

## В астрономии
В честь Итаки назван астероид (1151) Итака, открытый 8 сентября 1929 года немецким астрономом Карлом Райнмутом в Гейдельбергской обсерватории.